# Hassan Nayebagha
Hassan Nayebagha (Teherán, Irán; 17 de septiembre de 1950) es un exfutbolista de Irán que jugaba en la posición de centrocampista.

## Carrera

### Club
Jugó toda su carrera con el Homa FC de 1975 a 1978.

### Selección nacional
Jugó para Irán de 1976 a 1978 con la que jugó 20 partidos sin anotar goles. Participó en la Copa Asiática 1976, los Juegos Olímpicos de Montreal 1976 y la copa Mundial de Fútbol de 1978 en la que participó ante Escocia y Países Bajos.

## Tras el retiro
Se retiró en 1978 para unirse a la revolución iraní junto a Bahram Mavaddat y actualmente es uno de los líderes opositores al gobierno islámico de Irán.

## Logros
- Copa Asiática: 1

1976